# Limnephilus adapus
Limnephilus adapus là một loài Trichoptera trong họ Limnephilidae. Chúng phân bố ở miền Tân bắc.